# مورچیانو دی رومانیا
مورچیانو دی رومانیا (به ایتالیایی: Morciano di Romagna) یک کومونه در ایتالیا است که در استان ریمینی واقع شده‌است. مورچیانو دی رومانیا ۵ کیلومترمربع مساحت و ۶٬۴۲۶ نفر جمعیت دارد و ۸۲ متر بالاتر از سطح دریا واقع شده.